# Live at Rockefeller Music Hall
Live at Rockefeller Music Hall è il primo album dal vivo del gruppo musicale norvegese Leprous, pubblicato il 25 novembre 2016 dalla Inside Out Music.

## Descrizione
Contiene l'intero concerto tenuto dal gruppo presso la Rockefeller Music Hall di Oslo il 4 giugno 2016, durante il quale hanno fatto la loro comparsa alcuni musicisti d'eccezione come l'ex batterista Tobias Ørnes Andersen e il cantautore norvegese Ihsahn. La realizzazione del disco è stata frutto di un finanziamento collettivo lanciato dai Leprous stessi attraverso Indiegogo il 18 febbraio 2016, durante il quale è stato possibile ordinare le varie versioni dell'album oltre a numerose rarità e altri gadget.

Il frontman Einar Solberg, riguardo alla registrazione del concerto, ha dichiarato:

## Tracce

### CD
CD 1
1. The Flood – 8:01 (testo: Einar Solberg, Tor Oddmund Suhrke – musica: Einar Solberg)
2. Foe – 3:08 (Leprous)
3. Third Law – 6:15 (testo: Tor Oddmund Suhrke – musica: Einar Solberg, Tor Oddmund Suhrke)
4. Rewind – 7:15 (testo: Tor Oddmund Suhrke – musica: Einar Solberg)
5. The Cloak – 4:11 (Leprous)
6. Acquired Taste – 6:53 (testo: Tor Oddmund Suhrke – musica: Einar Solberg)
7. Red – 6:40 (testo: Tor Oddmund Suhrke – musica: Einar Solberg)
8. Slave – 9:09 (testo: Tor Oddmund Suhrke – musica: Einar Solberg)

CD 2
1. The Price – 5:34 (testo: Tor Oddmund Suhrke – musica: Einar Solberg, Baard Kolstad)
2. Moon – 7:46 (testo: Tor Oddmund Suhrke – musica: Einar Solberg)
3. Down – 6:29 (testo: Tor Oddmund Suhrke – musica: Einar Solberg, Baard Kolstad)
4. The Valley – 7:39 (Leprous)
5. Forced Entry – 10:45 (testo: Tor Oddmund Suhrke – musica: Einar Solberg, Øystein Landsverk)
6. Contaminate Me – 10:18 (Leprous)

### DVD
1. The Flood – 8:28 (testo: Einar Solberg, Tor Oddmund Suhrke – musica: Einar Solberg)
2. Foe – 3:08 (Leprous)
3. Third Law – 6:13 (testo: Tor Oddmund Suhrke – musica: Einar Solberg, Tor Oddmund Suhrke)
4. Rewind – 7:16 (testo: Tor Oddmund Suhrke – musica: Einar Solberg)
5. The Cloak – 4:11 (Leprous)
6. Acquired Taste – 6:52 (testo: Tor Oddmund Suhrke – musica: Einar Solberg)
7. Red – 6:39 (testo: Tor Oddmund Suhrke – musica: Einar Solberg)
8. Slave – 9:05 (testo: Tor Oddmund Suhrke – musica: Einar Solberg)
9. The Price – 5:18 (testo: Tor Oddmund Suhrke – musica: Einar Solberg, Baard Kolstad)
10. Moon – 8:02 (testo: Tor Oddmund Suhrke – musica: Einar Solberg)
11. Down – 6:25 (testo: Tor Oddmund Suhrke – musica: Einar Solberg, Baard Kolstad)
12. The Valley – 9:31 (Leprous)
13. Forced Entry – 10:42 (testo: Tor Oddmund Suhrke – musica: Einar Solberg, Øystein Landsverk)
14. Contaminate Me – 11:39 (Leprous)

Contenuto extra
1. Restless (Official Video) – 3:43
2. The Cloak (Official Video) – 4:15
3. The Price (Official Video) – 5:22
4. Slave (Lyric Video) – 6:37
5. Live at Rockefeller 13 Years Earlier – 8:55
6. Making Of – 5:23

## Formazione
Gruppo
- Einar Solberg – voce, tastiera
- Tor Oddmund Suhrke – chitarra, cori
- Øystein Landsverk – chitarra
- Simen Daniel Lindstad Børven – basso, cori
- Baard Kolstad – batteria

Altri musicisti
- Tobias Ørnes Andersen – batteria aggiuntiva
- Ihsahn – voce e chitarra aggiuntive
- Håkon Aase – violino

Produzione
- David Castillo – registrazione, missaggio
- Linus Corneliusson – montaggio audio
- Tony Lindgren – mastering